# Тарханы (Мордовия)
Тарха́ны — село, центр Тархановского сельского поселения в Темниковском районе. Население 275 чел. (2010).

## География
Расположено между рекой Аксел и лесным массивом. До райцентра Темникова — 30 километров.

## История
«Тархан» в переводе с тюркского означает «вольный человек, свободный от повинностей» и происходит от Тарханной грамота, которой в XVI—XVII веках освобождали от податей мордву и татар. По книге «Список населённых мест Пензенской губернии» в 1869 году в Тарханах было 63 двора. Село входило в Краснослободский уезд.
В начале 1930-х годов образован колхоз им. Кирова, преобразованный в 1998 году в сельскохозяйственный кооператив.

## Инфраструктура
- Тархановская средняя школа
- Тархановский ФАП
- Библиотека
- Культурно-досуговый центр[2]

## Население
| 2002 | 2010 |
| ---- | ---- |
| 320  | ↘275 |

В основном татары.

## Топографические карты
- Лист карты N-38-51 Темников. Масштаб: 1 : 100 000. Издание 1983 г.
- Лист карты N-38-XIV. Масштаб: 1 : 200 000. Указать дату выпуска/состояния местности.